# 21985 Šejna
21985 Šejna là một tiểu hành tinh vành đai chính với chu kỳ quỹ đạo là 2011.2664442 ngày (5.51 năm).
Nó được phát hiện ngày 2 tháng 12 năm 1999.